# Качаев, Самир Зиятин оглы
Самир Зиятин оглы Качаев (азерб. Samir Ziyəddin oğlu Kaçayev; 6 марта 1994, село Чухурюрд, Шемахинский район, Азербайджан — 2 апреля 2016, окрестности города Тертер) — азербайджанский скульптор, выпускник Азербайджанской государственной академии художеств, участник боевых действий в Нагорном Карабахе в начале апреля 2016 года.

## Биография

### Юность. Учёба в академии
Самир Зиятин оглы Качаев родился 6 марта 1994 года в селе Чухурюрд Шемахинского района Азербайджанской Республики в семье тракториста-механизатора Зиятина Качаева и Амины Качаевой. По национальности лезгин. У Качаева также была сестра Сабина. С ранних лет Самир проявлял интерес к рисованию и лепке фигур из пластилина. В 2011 году окончил среднюю школу и в этом же году поступил на факультет скульптуры Азербайджанской государственной академии художеств. В академии Качаеву преподавали такие мастера скульптуры, как Салхаб Мамедов, Натик Алиев, Акиф Аскеров, Акиф Казиев, Зейналабдин Искендеров.
В годы учёбы Качаев принимал участие как в местных, так и в зарубежных выставках и мероприятиях. Так, в 2014 году он принял участие в выставках «AZNAR», «Национальные ценности». В ноябре 2015 года занял второе место на конкурсе по скульптуре в рамках проекта фонда «Толерантная азербайджанская молодёжь» (Качаев в этот период проходил службу в армии и принял участие в мероприятии по награждению с разрешения командования). В период с 2014 по 2015 год принимал участие в выставках «Все вместе», выставке, организованном Фондом Гейдара Алиева, на мероприятиях по случаю I Европейских игр, а также на зарубежных выставках, в таких странах, как Франция, Турция, Швейцария.
Качаев окончил академию с отличием в 2015 году. Его дипломной работой была скульптура «Огюст Роден». В этом же году он поступил в магистратуру.

### Служба в армии. Гибель
В июле 2015 года Самир Качаев отправился служить в ряды Вооружённых сил Азербайджанской Республики. Проходил службу на линии фронта в Тертерском районе. В ночь на 2 апреля 2016 года на линии соприкосновения армяно-азербайджанских сил в Нагорном Карабахе начались интенсивные боевые действия. Соглашение о прекращении огня было заключено только 5 апреля. Как вспоминает один из участников того сражения рядовой Вугар Алыев, командир подразделения Самир Качаев в первых же боях в тертерском направлении сражался справа от него, а некоторое время спустя получил ранение, но не отступил и продвинулся вперёд. В одном из боёв в окрестностях города Тертер Самир Качаев погиб. Он должен был демобилизоваться через три месяца, в июле.
Качаев был похоронен под салют из стрелкового оружия 3 апреля на кладбище села Мальхам Шемахинского района. На похоронах присутствовали представители Министерства обороны Азербайджана, военного комитета по призыву и мобилизации, Шемахинской исполнительской власти, сослуживцы Качаева, жители села Чухурюрд, а также около 150 человек из академии, где учился Качаев.
За особые заслуги в защите территориальной целостности Азербайджанской Республики и за отличие в выполнении задач, возложенных на Вооружённые Силы, Самир Качаев распоряжением президента Азербайджанской Республики Ильхама Алиева № 1967 от 19 апреля 2016 года был посмертно награждён медалью «За отвагу».

## Творчество
Самир Качаев за свой короткий творческий период создал такие скульптуры, как «Огюст Роден», «Равновесие», «Юность», «Сапожник» и др. По словам доктора искусствоведения Зиядхана Алиева эти и десятки других работ Качаева являются профессионально выполненными образцами монументальности. В скульптуре «Равновесие», занявшей в ноябре 2015 года второе место на конкурсе «Толерантная азербайджанская молодёжь», по словам Алиева, незабываемо запечатлено очень жесткое «художественное зеркало» для состояния современного мира, а также разоблачение тех, кто пытается уравновесить весы правосудия в сегодняшнем мире. Художественное слово, сказанное в работах «Сапожник», «Погонщик верблюдов» и «Юный скульптор», согласно Алиеву, более реалистично, а в скульптуре «Огюст Роден» можно увидеть попытку упрощения веса пластической мощности игривостью пафосных черт героя. 
Работы «Равновесие», «Юность» и «Балерина», по словам Зиядхана Алиева, напротив, являются результатом новых поисков Качаева, привлекают внимание его более независимыми и оригинальными художественными находками. Характерной чертой этих работ, согласно искусствоведу, является использование Качаевым чувства стиля и цвета. Как отмечает Алиев, заслуживает внимания и найденная в «Балерине» интересная свзяь между фигурой и сидением, представление открытых частей фигуры золотистым, а платья зеленоватым оттенками.
Скульптор Омар Эльдаров, приводя в пример работу «Огюст Роден», отмечает, что Самир Качаев всегда был в творческом поиске. По словам Эльдарова, широкий круг интересов Качаева, к примеру, изучение истории искусства различных эпох и народов, говорит о целенаправленном исследовании. Скульптор Фуад Салаев вспоминал, что знал Самира Качаева ещё с первого семестра обучения и первых экзаменов. Работы, Качаева, согласно Салаеву, выделялись в плане пластики и мышления, а с годами обучения «его творчество становилось все более совершенным».
По словам скульптора Салхаба Мамедова, работы Самира Качаева интересные, эмоциональные и оригинальные, отличаются свойственным Качаеву почерком. В мае 2017 года работы Качаева были представлены в Национальном музее искусств Азербайджана.
У Самира Качаева остались такие неоконченные работы, как «Балерина», «Музыкант», «Танцор», «Весы Фемиды», «Дервиш», «Деде Горгуд» и др., эскизные макеты из пластилина которых сохранились.

## Память
Над могилой Самира Качаева на кладбище села Мальхам Шемахинского района установлен памятник работы его преподавателя в академии Рахиба Гараева. На создание памятника у скульптора ушло 5 месяцев.
16 декабря 2016 года в рамках проекта «Народное достояние», был презентован художественный альбом «Самир Качаев. Скульптура», а также открыта выставка его работ в Головном офисе ОАО Xalq Bank.
5 апреля 2017 года на сцене Азербайджанского государственного театра юного зрителя в Баку состоялась премьера посвященного памяти Самира Качаева спектакля «Прерванная…» режиссёра Вагифа Асадова по произведению Ефима Абрамова и Лейлы Бегим «Мечтающий мальчик».
В 2017 году на Общественном телевидении Азербайджана вышел документальный фильм режиссёра Джейхуна Шукюроглу, посвящённый Самиру Качаеву.